# Élections constituantes de 1946 dans la Marne
Les élections constituantes françaises de 1946 se tiennent le 2 juin. Ce sont les deuxièmes élections constituantes, après le rejet du projet de Constitution française du 19 avril 1946 lors du référendum du 5 mai.

## Mode de scrutin
L'assemblée constituante est composée de 586 sièges pourvus au scrutin proportionnel plurinominal suivant la règle de la plus forte moyenne dans chaque département, sans panachage ni vote préférentiel.
Dans le département de la Marne, cinq députés sont à élire.

## Élus
| Député sortant   | Parti | Parti | Député élu ou réélu | Parti | Parti |
| ---------------- | ----- | ----- | ------------------- | ----- | ----- |
| Marcel Prenant   |       | PCF   | Yves Angeletti      |       | PCF   |
| Alcide Benoît    |       | PCF   | Alcide Benoît       |       | PCF   |
| Lucien Draveny   |       | SFIO  | Lucien Draveny      |       | SFIO  |
| Pierre Schneiter |       | MRP   | Pierre Schneiter    |       | MRP   |
| René Charpentier |       | MRP   | René Charpentier    |       | MRP   |

## Résultats

### Résultats à l'échelle du département
| Parti    | Parti                                          | Tête de liste    | Résultats | Résultats | Sièges |  |
| Parti    | Parti                                          | Tête de liste    | Voix      | %         |        |  |
| -------- | ---------------------------------------------- | ---------------- | --------- | --------- | ------ |  |
|          | Mouvement républicain populaire                | Pierre Schneiter | 62 556    | 34,50     | 2      |  |
|          | Parti communiste français                      | Alcide Benoît    | 48 073    | 26,51     | 2      |  |
|          | Section française de l'Internationale ouvrière | Lucien Draveny   | 33 196    | 18,31     | 1      |  |
|          | Rassemblement des gauches républicaines        | Paul Anxionnaz   | 19 693    | 10,86     | -      |  |
|          | Parti républicain de la liberté                | Antoine Guérault | 14 105    | 7,78      | -      |  |
|          | Parti communiste internationaliste             | Robert Chéramy   | 3 690     | 2,04      | -      |  |
|          |                                                |                  |           |           |        |  |
| Inscrits | Inscrits                                       | Inscrits         | 229 810   | 100,00    | 5      |  |
| Votants  | Votants                                        | Votants          | 183 967   | 80,05     |        |  |
| Exprimés | Exprimés                                       | Exprimés         | 181 313   | 98,56     |        |  |